# 박태원 (아나운서)
박태원(朴太遠, 1977년 11월 15일 ~ )은 대한민국 KBS 30기 공채 아나운서이다.

## 학력
- 서울언북초등학교 (졸업)[1]
- 청담중학교 (서울) (졸업)[2]
- 경기고등학교 (서울) (졸업)
- 연세대학교 국어국문학과 (학사)

## 경력
- 2004년 ~ 현재 : KBS 30기 공채 아나운서
- 2004년 ~ 2010년 : KBS 제주방송총국 아나운서부 아나운서
- 2010년 ~ 현재 : KBS 아나운서실 아나운서 (KBS 서울본국 근무)
- 2022년 4월 : KBS 아나운서실 아나운서 1부 팀장
- 2022년 12월 : KBS 아나운서협회 22대 회장

## 진행

### TV 방송
| 연도        | 방송사 | 제목                         | 담당         | 진행기간                            | 비고 |  |
| ----------- | ------ | ---------------------------- | ------------ | ----------------------------------- | --- |  |
| 2004        | KBS2   | 인간극장                     | 출연         | 3월 1일 ~ 3월 5일                   | 공사창립특집《마이크의 전사들》                                                                                                   |  |
| 2010        | KBS2   | 다큐멘터리 3일               | 출연         | 164회                               | |  |
| 2011~2012   | KBS1   | KBS 뉴스광장 스포츠 인사이드 | 진행         | 2011년 1월 3일 ~ 2012년 3월 2일     | |  |
| 2010 ~ 2011 | KBS2   | KBS 뉴스타임 토요일          | 진행         | 2010년 5월 15일 ~ 2011년 11월 5일   | |  |
| 2010        | KBS2   | 지구촌 뉴스                  | 임시앵커     | 8월 16일 ~ 8월 20일                 | |  |
| 2023        | KBS2   | 지구촌 뉴스                  | 앵커         | 2월 10일 ~ 12월 22일                | |  |
| 2011 ~ 2012 | KBS2   | 누가누가 잘하나              | 진행         | 2011년 1월 14일 ~ 2012년 3월 9일    | |  |
| 2011 ~ 2012 | KBS2   | 연예가중계                   | 리포터       | 2011년 11월 12일 ~ 2012년 11월 17일 | |  |
| 2012 ~ 2016 | KBS1   | 도전! 골든벨                 | 진행         | 2012년 3월 25일 ~ 2016년 1월 3일    | 617회(팔도 최강 1제주특별자치도 편 부 특집)~800회 서울 송파구 한림연예예술고(신년특집 및 참가한 학교 대체)                        |  |
| 2019        | KBS1   | 도전! 골든벨                 | 임시진행     | 5월 5일                             | 947회 어린이날 특집 <부산 해원초> 임시 남자MC 진행자 강성규 아나운서의 휴가로 인하여 대신 진행                                    |  |
| 2020        | KBS1   | 도전! 골든벨                 | 특별출연     | 5월 10일                            | 스페셜 방송 3부,회차 없이 편성 |  |
| 2012 ~ 2013 | KBS1   | 세상은 넓다                  | 진행         | 2012년 11월 19일 ~ 2013년 4월 3일   | |  |
| 2014        | KBS2   | 여유만만                     | 출연         | 2014년 11월 12일                    | 《<아나운서 토크 박스> 아나줌마, 아나저씨 5인방의 확 깨는 토크!》                                                                 |  |
| 2016 ~ 2020 | KBS2   | KBS 글로벌 24                | 진행         | 서브                                | 2016년 4월 25일 ~ 2020년 6월 25일                                                                                                 |  |
| 2016        | KBS2   | 태양의 후예                  | 출연         |                                     | |  |
| 2018        | KBS1   | KBS 마감뉴스                 | 진행         |                                     | |  |
| 2018        | KBS1   | KBS 휴일 낮 12시 뉴스        | 진행         |                                     | |  |
| 2017        | KBS1   | 6시 내고향                   | 패널         |                                     | 시시콜콜 소식통 |  |
| 2019        | KBS1   | 6시 내고향                   | 임시진행     | 1월 21일 ~ 1월 25일                 | [ 5 ] |  |
| 2021        | KBS1   | 6시 내고향                   | 공동출연취소 | 5월 10일 ~ 5월 14일                 | 시청자와 함께 30년 6시 내고향 (30주년 특집 1부 ~ 5부)                                                                             |  |
| 2024        | KBS1   | 6시 내고향                   | 공동출연     | 2024년 3월 11일                     | 7996회 8000회 특집 1부 (고향길 당신과 함께 1부 ~ 5부)                                                                             |  |
| 2019        | KBS1   | 아침마당                     | 공동출연     | 9월 16일                            | 아버지 前 아나운서 박용호와 함께 출연                                                                                             |  |
| 2021        | KBS1   | 아침마당                     | 공동출연     | 9월 20일                            | <내 잘난 가족을 소개합니다> 아버지 前 아나운서 박용호와 함께 출연                                                                 |  |
| 2024        | KBS1   | 아침마당                     | 공동출연     | 2월 26일                            | 9595회 공사창립특집 월요토크쇼 명불허전 <공영방송 KBS와 나 - KBS(한국방송)와 맺어준 인연> 아버지 前 아나운서 박용호와 함께 출연함 |  |
| 2020 ~ 2023 | KBS2   | 통합뉴스룸ET                 | 서브         |                                     | |  |
| 2022        | KBS1   | KBS 뉴스특보                 | 특집앵커     |                                     | |  |
| 2020        | TV조선 | 인생극장 마이 웨이           | 특별출연     | 5월 22일                            | <199회> 아버지 前 아나운서 박용호와 함께 출연                                                                                     |  |
| 2023        | KBS1   | 시니어토크쇼 황금연못        | 특별출연     | 3월 4일                             | 409회 <30년 아나운서 인생> 아버지 前 아나운서,방송인 박용호와 함께 출연                                                           |  |
| 2024        | KBS1   | KBS 뉴스 2                   | 진행         | 2024년 1월 22일 ~ 5월 17일          | |  |
| 2024        | KBS2   | 무엇이든 물어보세요          | 화요일 패널  | 2024년 2월 6일~5월 7일              | 물이 내 몸을 바꾼다, 물 한잔의 힘 ~ 화요일 코너 패널 (2명 중 1명의 패널)                                                          |  |
| 2024        | KBS2   | 무엇이든 물어보세요          | 금요일 패널  | 2024년 2월 9일~5월 10일             | (설특집 1부) [무엇이든 팩트체크](먹거리 팩트체크 포함) ~ 금요일 코너 패널 (2명 중 1명의 패널)                                     |  |
| 2025 ~      | KBS1   | KBS 뉴스광장                 | 서브 앵커    | 잇슈 컬쳐, 스포츠 브리핑            | 2025년 8월 4일 ~ |  |

### 라디오 방송
| 연도        | 방송사      | 제목             | 담당     | 비고                   |
| ----------- | ----------- | ---------------- | -------- | ---------------------- |
| 2015 ~ 2016 | KBS 1라디오 | 월드 투데이      | 진행     |                        |
| 2016 ~ 2018 | KBS 1라디오 | 음악이 흐르는 밤 | 진행     |                        |
| 2018 ~ 2022 | KBS 1라디오 | 스포츠 스포츠    | 진행     |                        |
| 2020        | KBS 해피FM  | 이상호의 드림팝  | 임시진행 | 2020년 9월 21일 ~ 27일 |

### 예능
- 2002년 《목표달성! 토요일 - 리얼다큐 사랑해도 될까요》 (아나운서 입사 이전)